# Bouchetia anomala
Bouchetia anomala ist eine Pflanzenart aus der Gattung der Bouchetia in der Familie der Nachtschattengewächse (Solanaceae).

## Beschreibung
Bouchetia anomala ist ein aufrecht wachsender Kryptophyt mit gemmenbildenden Wurzeln. Die Pflanzen sind stets behaart, die Behaarung besteht aus drüsigen (und mit vielzelligen oder einzelligen Köpfen versehenen) und einigen einfachen Trichomen aus vier bis sechs Zellen.
Der Kelch ist 6 bis 9 mm lang. Die Krone ist weiß oder cremefarben und 10 bis 15 mm lang. Es werden vier fertile Staubblätter und meist ein steriles Staminodium gebildet, nur in Ausnahmefällen gibt es auch fünf fertile Staubblätter.
Die Chromosomenzahl beträgt 2n = 16.

## Vorkommen
Die Art kommt in Paraguay, im Süden Brasiliens, in Uruguay und Argentinien vor. Die Standorte liegen in Höhenlagen zwischen 800 und 1200 m.

## Systematik und botanische Geschichte
Die Art wurde 1846 von John Miers als Nierembergia anomala erstbeschrieben. 1887 wurde sie von Nathaniel Lord Britton und Henry Hurd Rusby als Bouchetia anomala in die Gattung Bouchetia verschoben. 1978 schlug William D’Arcy eine Vereinigung der Gattungen Bouchetia und Salpiglossis vor und führte den Namen Salpiglossis anomala ein.

## Nachweise